# شارل حلو
شارل حلو (عربی: شارل الحلو؛ ۲۵ سپتامبر ۱۹۱۳ – ۷ ژانویهٔ ۲۰۰۱) سیاستمدار اهل لبنان بود.